# Knopstenbræk
Knop-Stenbræk (Saxifraga cernua) er en 10-35 cm høj urt, der er almindelig i hele Grønland på fugtig til våd bund i moser, snelejer og langs bække. Knop-Stenbrk findes ikke i Danmark.

## Beskrivelse
Knop-Stenbræk er en flerårig urt med 10-35 cm høje oprette stængler, som primært formerer sig vegetativt ved hjælp af røde yngleknopper, som dannes i bladhjørnerne på de oprette stængler. Blomsterne er 5-tallige, hvide og sidder enlige eller enkelte sammen.

## Habitat og udbredelse
Knop-Stenbræk er udbredt på hele den nordlige halvkugle.

## Bevaringsstatus
Knop-Stenbræk er ikke vurderet på IUCNs rødliste. På Grønlands Rødliste fra 2018 er den vurderet til ikke truet (LC).
| Portal | Portal:Botanik |